# Квангвон
Квангвон (кор. 權管, 권관) — молодший офіцер 9 рангу у середньовічній Кореї часів династії Чосон. Відповідав лейтенанту або капітану.

## Короткі відомості
Початково квангвон не мав рангу і виконував функції командира нижньої ланки придворної гвардії.
У часи правління вана Чунджуна (1506–1544) квангвон вперше був прив'язаний до 9 рангу.
З початку 16 століття особи, що мали звання квангвон, служили командирами нижньої ланки у віддалених від столиці фортах і фортецях.
За корейським законодавством кількість квангвонів була визначена: 5 чоловік у провінції Кьонсан, 16 чоловік у провінції Хамгьон, 14 чоловік у провінції Пхьонан.